# استخوان چارکی

طرحی از یک جمجمه بی‌کمانان که محل استخوان‌های اصلی پوستی جمجمه فوقانی، از جمله استخوان چارکی (q) را نشان می‌دهد.

استخوان چارکی (انگلیسی: Quadrate bone) یک استخوان جمجمه در بیشتر چهاراندامان، از جمله دوزیستان، خزنده‌چهرگان (خزندگان، پرنده) و اوایل هم‌کمانان است.
در بیشتر چهاراندامان، استخوان چارکی به استخوان‌های چارکی‌یوغی و صدفی در جمجمه متصل می‌شود و قسمت بالایی مفصل آرواره را تشکیل می‌دهد. آرواره پایین در استخوان مفصلی، واقع در انتهای خلفی آرواره پایین، مفصل می‌شود. استخوان چارکی مفصل آرواره پایین را در همه طبقات به جز پستانداران تشکیل می‌دهد.
از نظر تکاملی، این استخوان از آخرین قسمت آرواره فوقانی غضروفی اولیه مشتق شده است.

## عملکرد در خزندگان

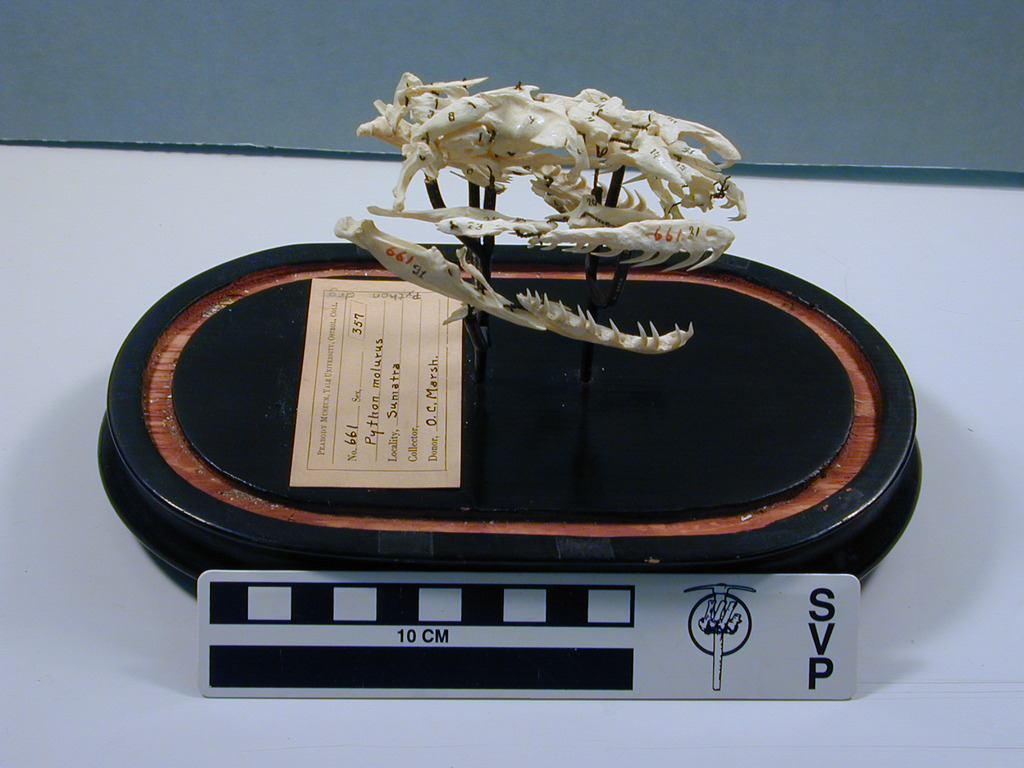
یک جمجمه از هم باز شدهٔ افعی با آرواره بالا و پایین از هم جدا شده. استخوان چارکی (c) به ویژه در مارها دراز شده است تا جنبش جمجمه‌ای را تسهیل کند. موزه تاریخ طبیعی Peabody، بخش جانورشناسی مهره‌داران، دانشگاه ییل.

در برخی از خزندگان منقرض‌شده، تنوع و پایداری ریخت‌شناسی استخوان چارکی به دیرینه‌شناسان در طبقه‌بندی سطح گونه‌ها و شناسایی سنگ‌پشت‌های موساسوری و دایناسورهای تیغه‌پشتان کمک کرده است.
در برخی از مارمولک‌ها و دایناسورها، استخوان چارکی در هر دو انتها مفصل‌بندی شده و متحرک است. در مارها، استخوان چارکی دراز و بسیار متحرک شده است و کمک زیادی به توانایی آنها در بلعیدن طعمه‌های بسیار بزرگ می‌کند.

## عملکرد در پستانداران
در پستانداران، استخوان‌های مفصلی و چارکی به گوش میانی مهاجرت کرده‌اند و به عنوان استخوان چکشی و استخوان سندانی شناخته می‌شوند. این استخوان‌ها همراه با استخوان رکابی، که همساخت با برخی کلوملای خزندگان و دوزیستان است، به عنوان استخوانچه‌های گوش شناخته می‌شوند و از ویژگی‌های بارز پستانداران هستند.

### تکوین
در جنین خوک، آرواره پایین در کنار غضروف مکل استخوانی می‌شود، در حالی که قسمت خلفی آن غضروف به شکل استخوان سندانی در می‌آید. در مراحل بعدی تکوین، این بخش از بقیه غضروف جدا می‌شود و به گوش میانی مهاجرت می‌کند.